# °
°（ど、ディグリー、degree）は、主に単位記号に使われる記号。単体での使用のほか、記号の後ろに文字をつけて単位記号とする使用法もある。

## 用法

### 角度
角度の単位の度に使われる。
例： 90° = 90度
なお、角度の単位である、分、秒とともに記述する場合は、以下の例のように、数値と単位記号との間に空白（スペース）を挿入しない。これは国際単位系国際文書が定める唯一の例外である（その他の記号の記述では、数値と記号の間に空白を挿入する）（度 (角度)#記法）。
例：　45°23′54″

### 時間
時間（時）を表すのに使うことがある。ストップウォッチなどの経過時間を図るのに使用されるほか、医療分野においても使用される。
分の記号「′」、秒の記号「″」とセットで使われる。
例： 16°20′12″ = 16:20:12 = 16時間20分12秒
例：　 8°・・・8時という意味。

### 温度
温度の単位の度に使われる。単独ではなく、次のようにラテン文字1〜2文字と組み合わせて使う。
- セルシウス度 °C（℃）
- ドリール度 °De
- ファーレンハイト度 °F（℉）
- ニュートン度 °N
- ランキン度 °Ra・°R
- レオミュール度 °Ré・°Re・°r
- レーマー度 °Rø

熱力学的温度の単位ケルビンは、かつてはケルビン度として「°K」と書いたが、現在は「K」と書く。

### 序数
スペイン語やイタリア語における男性序数標識の代用として用いられることがある。
- 1º → 1°

女性形の代用には使えないので、上付き文字を使うなどする必要がある。
- 1º → 1o
- 1ª → 1a

### その他
- 英米の酒の強さの単位プルーフを「°」「°proof」などと表す。度数とは別の単位なので注意。
- チェコの古い長さの単位サーフ sáh（約1.896メートル）を「°」と表す。
- ISO感度の対数表記（DIN感度）に用いられる。「ISO 400/27°」のように表記される。

## コンピュータでの扱い
HTML文字参照では &deg; で表示できる。
ASCIIしか使えないがマークアップが使える場合、上付きoで代用することがある。たとえば、1° のかわりに1o。
ISO/IEC 8859-1 (Latin-1) に含まれているので、欧米では8ビット文字コード環境でも使えることが多い。
リング符号 ˚ の代用に使われることがある。たとえば、「å」の代わりに「a°」。
半角の半濁点 ﾟ (U+FF9F) は全く別の文字である。
| 記号 | Unicode | JIS X 0213 | 文字参照             | 名称         |
| ---- | ------- | ---------- | -------------------- | ------------ |
| °    | U+00B0  | 1-1-12     | &deg; &#xB0; &#176;  | 度           |
| º    | U+00BA  | 1-9-17     | &ordm; &#xBA; &#186; | 男性序数標識 |
| ˚    | U+02DA  | -          | &#x2DA; &#730;       | Ring Above   |